# 円福寺 (生駒市)

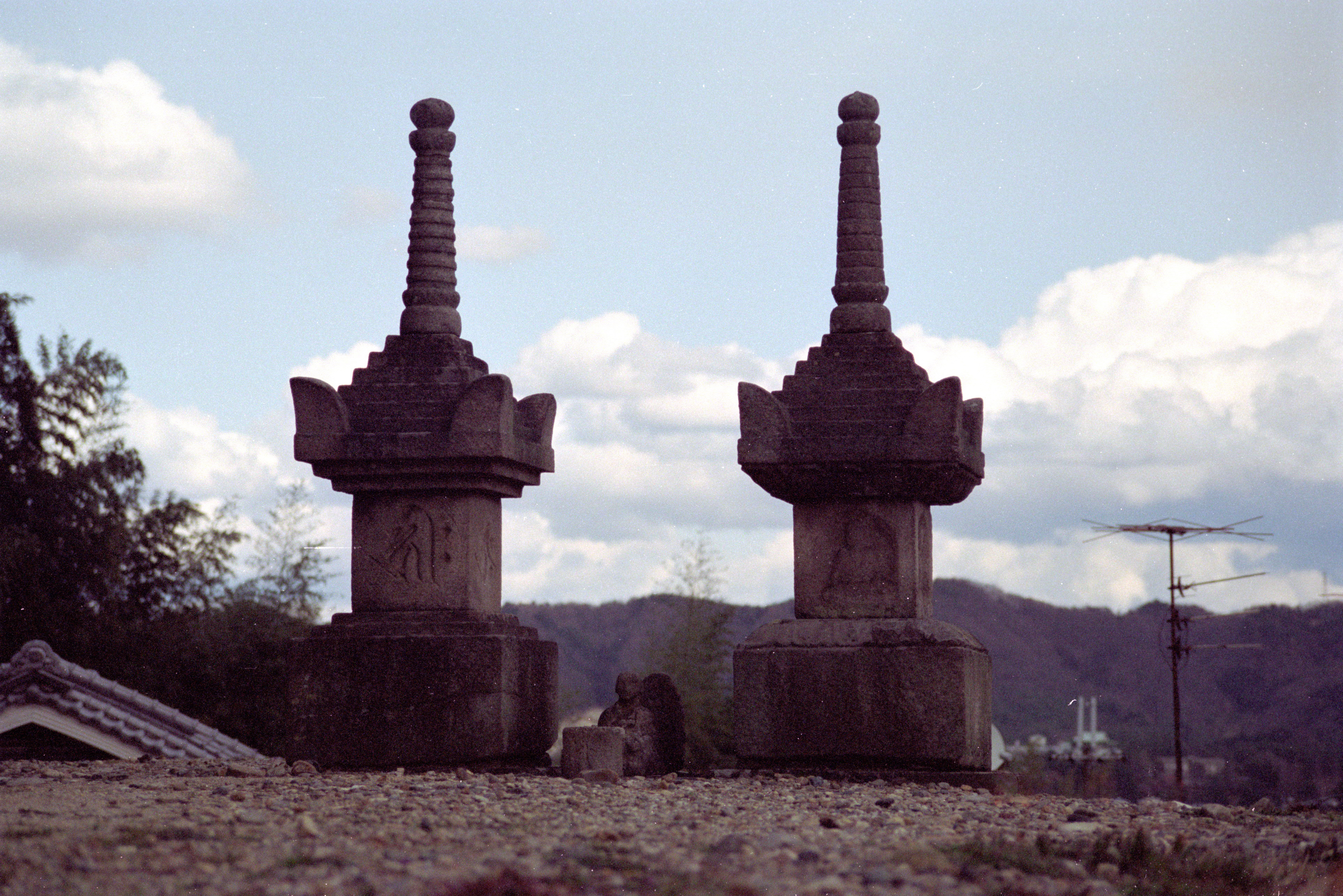
宝篋印塔

円福寺（えんぷくじ）は、奈良県生駒市にある真言律宗の寺院。生駒谷を見下ろす山腹に位置する。山号は龍華山（りゅうげさん）。

## 歴史
寺伝では天平勝宝年間（749年 - 757年）に行基によって創建されたとされるが、沿革は明らかではない。度重なる火災のため、境内には鎌倉時代の再建による本堂のみが残る。

## 文化財

### 重要文化財
- 本堂（附：棟札1、旧来迎壁額縁1、旧床板1、旧野地板断片1、旧鬼瓦2、旧丸瓦2） - 入母屋造、本瓦葺き、和様の三間堂。来迎壁（仏壇背後の壁）の墨書から応安4年（1371年）の建立とみられる。
- 宝篋印塔2基 － 本堂前に並んで建つ。北側の塔（写真左）は初重に四仏の種子を刻み、永仁元年（1293年）の銘がある。南側の塔は初重に四仏の像を刻み、北側の塔と同じ頃の造立と推定される。

## 近隣情報
- 竹林寺
- 輿山往生院 - 正元元年（1259年）銘の宝篋印塔がある（宝篋印塔としては最古の紀年銘）。

## 交通アクセス
- 近鉄生駒線一分駅から徒歩15分